# Pavese
Et pavese eller paveseskjold er en type skjold, der blev brugt fra fra 1300-tallet og frem til til begyndelsen af 1500-tallet i Europa. Skjoldet var stort nok til at dække hele kroppen, og det blev brugt af bueskytter, armbrøstskytter og andre infanterisoldater.
Skjoldet er opkaldt efter den italienske by Pavia.